# كورنو دي روزازو
للحصول على نبيذ العنب الإيطالي / السلوفيني ، انظر روزاتسو (العنب).
كورنو دي روزازو ( Friulian كوموني (بلدية) في مقاطعة أوديني في منطقة فريولي فينيتسيا جوليا الإيطالية ، وتقع على بعد حوالي 45 كيلومتر (28 ميل) شمال غرب ترييستي وحوالي 20 كيلومتر (12 ميل) جنوب شرق أوديني . اعتبارًا من 31 December 2004 ، يبلغ عدد سكانها 3313 نسمة وتبلغ مساحتها 12.5 كيلومتر مربع (4.8 ميل2) .